# Sphagnum aciphyllum
Sphagnum aciphyllum är en bladmossart som beskrevs av C. Müller 1887. Sphagnum aciphyllum ingår i släktet vitmossor, och familjen Sphagnaceae. Inga underarter finns listade i Catalogue of Life.